# 柴宿
柴宿（しばしゅく）は、現在の群馬県伊勢崎市柴町にあった日光例幣使街道の宿場町。倉賀野宿から数えて3つ目。「芝宿」と表記する場合もあった。

## 概要
宿場町としては4町から5町程度の小規模なものであった（1町は約100メートル）。しかし、柴宿の東側に「加宿」と呼ばれる付帯的な宿場町として中町・堀口が連なり、全体として14町余りのかなりの規模の宿場町を構成していた。本陣は柴宿にあり、代々の関根甚左衛門が勤めた。問屋場は、柴宿および加宿中町・加宿堀口が10日ごとの持ち回りで負担した。
1805年時点での規模は、107戸・431人、宿石高は約730石で、本陣1軒・脇本陣1軒・旅籠10軒となっていた。多少遡る天明年間（1781-1788年）中期に加宿を含めた規模の資料が残されており、それによると219戸・805人、宿石高は柴宿分が約803石、加宿分が約1400石となっている。小規模な宿場であったため、例幣使は休憩するのみで通過し宿泊することは多くはなかったが、1865年（慶応元年）などには宿泊したという記録も残されている。
当初、柴宿付近の日光例幣使街道は一直線であったが、1729年（享保14年）に柴宿が北に移転し、中町・堀口との間で枡形が構成された。宿場町の成立時期が明確になっていることは珍しく、またこの経緯から、柴宿エリアは自然発生的な宿場町ではなく都市計画に基づいて作られたという特徴を持つ。
日光例幣使街道のほか、柴宿からは神梅で銅山街道と合流する大胡道が分岐していた。

## 周辺
- 関根家本陣

1815年に建てられたものが長年残されていたが、1971年から1972年にかけて解体された。塀と門が残されている。伊勢崎市指定史跡。
- 雷電神社古墳

6世紀から7世紀にかけて作られた円墳。石室の真上に雷電神社が設けられている。伊勢崎市指定史跡。
- 柴町八幡神社

柴宿西端の利根川沿いにある神社。社伝によると源頼義が前九年の役（1051-1062年）の際に祈願したのでその時代にはすでに存在していたと述べているほか、1063年頃にも存在していたという情報があるとしている。外部資料としては、1613年に前橋藩主酒井忠世によって建立されたというものがある。1649年には江戸幕府から朱印地10石を拝領。現在の社殿の建築年代は判明していないが、1725年・1738年・1742年・1778年と修理を受けてきたものであることがわかっている。扁額は1679年にまで遡るとされる。

## 隣の宿
日光例幣使街道
五料宿（五料関所） - 太田宿 - 境宿